# 檪木茂男
檪木 茂男（いちき しげお、1919年7月13日 - 2010年11月25日）は、日本の経営者。バンドー化学社長を務めた。山口県出身。

## 経歴
1941年に東京帝国大学法学部政治学科を卒業し、1942年1月に日本興業銀行に入行。
1971年1月にトリオ商事副社長、1976年6月にバンドー化学副社長を経て、1977年6月には社長を就任。1988年6月に会長、1992年6月に取締役相談役を経て、1994年6月には相談役に就任。
1993年11月に勲三等瑞宝章を受章。
2010年11月25日肺炎のために死去。91歳没。